# Signigobius biocellatus
Signigobius biocellatus är en fiskart som beskrevs av Douglass Fielding Hoese och Allen, 1977. Signigobius biocellatus ingår i släktet Signigobius och familjen smörbultsfiskar. Inga underarter finns listade i Catalogue of Life.